# تخطيط استمرارية العمل
تخطيط استمرارية العمل (بالإنجليزية: Business continuity planning)‏ هي قدرة المنظمة على مُواصلة تقديم المنتجات أو الخدمات بمُستويات مُقبولة مُحددة مُسبقًا بعد وقوع حادث معطل. وتهدف إلى إنشاء أنظمة للوقاية والتعافي للتعامل مع التهديدات المُحتملة للشركة.

## مواضيع ذات صلة
- مكتبة البنية التحتية للمعلوماتية